# 誠正中學
誠正中學為一間位於臺灣新竹縣新豐鄉的矯正學校，成立於1999年7月1日，隸屬法務部矯正署。該校以收容一時迷途之少年，使其得以繼續求學，獲得正規教育的機會为目标。

## 沿革
民國88年7月1日，依據「少年矯正學校設置及教育實施通則」成立，隸屬於法務部。
民國100年1月，改隸法務部矯正署，但有關教育實施事項受教育部督導。

## 組織
- 校長
  - 副校長
    - 秘書

行政單位
- 教務處[4]
- 學務處[5]
- 輔導處[6]
- 總務處[7]
- 警衛隊[8]
- 人事室[9]
- 主計室[10]
- 政風室[11]
- 醫護室[12]
- 校務會議
- 教務會議
- 輔導會議
- 訓導會議
- 學生累進處遇會議
- 學生申訴委員會議
- 學生獎學金審查會議

## 外部連結
- 誠正中學（繁體中文） （页面存档备份，存于）
- 誠正中學的Facebook專頁